# Карл Лудвиг фон Геминген
Карл Лудвиг фон Геминген (на немски: Karl Ludwig von Gemmingen; * 5 август 1700 в Хохберг; † 5 декември 1752 в Хохберг) е благородник от стария алемански рицарски род Геминген, господар в Хохберг на река Некар (днес част от Ремзек ам Некар) в Баден-Вюртемберг и вюртембергски легация-съвветник.
Той е син на Уриел фон Геминген (1644 – 1707), господар в Хохберг и Рапенау (днес в Бад Рапенау), и съпругата му Урсула Естер Нотхафтин фон Хохберг († 1734). Брат е на Ханс Адам (1689 – 1739), вюртембергски таен съветник и камера-президент, и Уриел (1707 – 1738), вюртембергски хауптман. Карл Лудвиг наследява баща си.
Карл Лудвиг фон Геминген отива през 1717 г. в пансион в Женева, остава там година и половина и 1719 г. през Савоя отива в Гренобъл. Той пътува във Франция и около година е в академията в Париж, докато го извикват обратно в родината. По пътя той е три седмици в двора на херцога на Лотарингия в Нанси, с когото има почти всеки ден контакт. След това той отива в Хале и Хановер. През 1725 г. той става „камер-юнкер“ при вюртембергския херцог Еберхард Лудвиг и след това при херцог Карл Александер. До смъртта на майка му 1734 г. той е таен легация-съветник. След това се занимава с управлението на имотите си. Той раздава библии на поданиците си. През 1747 г. Карл Лудвиг фон Геминген се жени с Мария Шарлота Ернестина Шенк фон Шмидбург, с която има три деца. Той се разболява от стомах и умира през 1752 г. в Хохберг.) Той е погребан в Хохберг до майка си.

## Фамилия
Карл Лудвиг се жени с Мария Шарлота Ернестина Шенк фон Шмидбург (1724 – 1794). Те имат три деца:
- Мария София Ернестина Луиза († 1748)
- Мария Шарлота Естер Ернестина (1749 – 1793)
- Карл Ернст Кристиан (1750 – 1752)

Вдовицата му се омежва втори път 1761 г. с Ханс Вайпрехт фон Геминген (1723 – 1781) от Френкиш-Крумбах. След неговата смърт тя продава господството Хохберг и купува Леренщайнсфелд, предишна собственост на фамилията Шмидберг.